# Caragana laeta
Caragana laeta är en ärtväxtart som beskrevs av Vladimir Leontjevitj Komarov. Caragana laeta ingår i släktet karaganer, och familjen ärtväxter. Inga underarter finns listade i Catalogue of Life.